# Parque de la Flor de la Prefectura de Ibaraki
El Parque de la Flor de la Prefectura de Ibaraki (茨城県フラワーパーク Ibaraki Ken Furawā Pāku?), es un parque jardín botánico ubicado en la ciudad de Ishioka en la Prefectura de Ibaraki, Japón.

## Localización
〒-315-0153  茨城県石岡市下青柳２００(Ibaraki-ken Ishioka-shi Shimoaoyagi 200).
Planos y vistas satelitales.36°12′44.3″N 140°10′21.9″E / 36.212306, 140.172750
El parque está ubicado en las periferia del Monte Tsukuba, al este del pico más alto Nyotai. 
Este parque de la flor, está localizado dentro del territorio que comprende el Parque Cuasi Nacional Suigō-Tsukuba.
El parque floral depende administrativamente de la municipalidad de Ishioka.

## Características
Es un parque de cerca de 30 hectáreas, que posee diferentes colecciones de flores (las rosas, es su atractivo principal), un gran invernadero, un estanque, un parque para diversión de los niños (que incluye algunos juegos mecánicos con costo), una tienda de productos agrícolas, donde se pueden adquirir los cultivos de plántula.
El parque también contiene lugares para comer, donde adquirir souvenirs e instalaciones turísticas. 
El parque permanece abierto al público todo el año, los derechos de admisión varían dependiendo de la temporada y el aparcamiento es gratuito. 
Se puede disfrutar en recoger fresas, así como la pera de huerto, en sus temporadas de cosecha, en sus alrededores.
Se recomienda realizar turismo en las laderas cercanas del monte Tsukuba. Cerca del parque, en una pequeña colina se localiza un mirador (torre de observación) para visualizar el monte Tsukuba y sus alrededores.

## Colecciones
- Un jardín de terrazas de rosas con 30 mil colecciones, correspondientes a 750 variedades de todo el mundo, la temporada de la rosa es lo más popular del parque.

- Un jardín de  Paeonias con 2.670 colecciones correspondientes a 88 variedades.

- Un jardín de Iris de 5.000 m², con un millón de colecciones nativas.

- Un jardín de Hortensia en donde 3.500 colecciones se han plantado.

- Un jardín de Lilium de 12 mil colecciones que en el bosque han crecido.

- Un jardín de Dahlias con 200 variedades y se han cultivado 1.200 colecciones.

- Un jardín de Adonis, en donde 10 mil brotes se han plantado.

- El parque posee además, flores de Prunus mume (ume),  Camellias, Magnolias y Begonias.